# Landkreis Heilbronn
Landkreis Heilbronn er en landkreis  i den tyske delstat Baden-Württemberg. Den hører til  Region Heilbronn-Franken i Regierungsbezirk Stuttgart. Landkreisen ligger rundt om den  kreisfrie by Heilbronn, som ligger midt i området, selv om den ikke hører til landkreisen. Landkreis Heilbronn grænser mod vest til Landkreis Karlsruhe og Rhein-Neckar-Kreis, mod nord til  Neckar-Odenwald-Kreis, mod øst til Hohenlohekreis og Landkreis Schwäbisch Hall, i sydvest til  Enzkreis, i syd til Landkreis Ludwigsburg og mod sydøst til Rems-Murr-Kreis.

## Geografi
Landkreis Heilbronn bliver fra syd gennemløbet af floden Neckar, der i store buer flyder mod nordvest, og deler området i to næsten lige store dele. Neckarbækkenet, med omfatter både  Odenwald og Kraichgau omfatter mere end en trejedel af kreisens område meget frodige område. I midten ligger Heilbronn og Neckarsulm. 
Det lavestliggende punkt er   Gundelsheim med 139 moh. Ellers dominerer bakkerne landskabet; Den vestlige del hører hovedsageligt til Kraichgau med store højsletter med klipper , der mod øst stiger mod  Hohenloher Ebene til  Löwensteiner Bergen. I Zabergäu gør det milde vejrlig det muligt at dyrke vin langs Neckar og dens sidedale, og i en del af Kraichgau. Med 564 moh. ligger det højeste punkt i den sydøstlige del af  landkreisen, ved Wüstenrot i Mainhardter Wald. Mellem floderne Kocher og Jagst rager mod øst også kalkholdige højsletter op over de relativt dybe floddale, på hvilke der kun er få, men frugtbare landbrugsarealer. Andre vandløb er Bottwar, Brettach, Lein, Elsenz, Zaber, Seckach, Sulm und Schozach.

## Byer og kommuner
Kreisen havde 343068  indbyggere pr.  2018-12-31

| Byer 1. Bad Friedrichshall (19264) 2. Bad Rappenau, by (21398) 3. Bad Wimpfen (7359) 4. Beilstein (6195) 5. Brackenheim (16106) 6. Eppingen, by (21819) 7. Güglingen (6353) 8. Gundelsheim (7254) 9. Lauffen am Neckar (11640) 10. Löwenstein (3394) 11. Möckmühl (8078) 12. Neckarsulm, by (26492) 13. Neudenau (5266) 14. Neuenstadt am Kocher (10123) 15. Schwaigern (11425) 16. Weinsberg (12336) 17. Widdern (1809) |
| Kommuner 1. Abstatt (4803) 2. Cleebronn (2983) 3. Eberstadt (3103) 4. Ellhofen (3724) 5. Erlenbach (5121) 6. Flein (7041) 7. Gemmingen (5145) 8. Hardthausen am Kocher (4159) 9. Ilsfeld (9568) 10. Ittlingen (2571) 11. Jagsthausen (1880) 12. Kirchardt (5921) 13. Langenbrettach (3848) 14. Lehrensteinsfeld (2479) 15. Leingarten (11633) 16. Massenbachhausen (3499) 17. Neckarwestheim (3961) 18. Nordheim (8270) 19. Obersulm (13914) 20. Oedheim (6455) 21. Offenau (2911) 22. Pfaffenhofen (2424) 23. Roigheim (1442) 24. Siegelsbach (1626) 25. Talheim (4962) 26. Untereisesheim (4173) 27. Untergruppenbach (8304) 28. Wüstenrot (6750) 29. Zaberfeld (4087) |

Verwaltungsgemeinschaften og forbund . 

1. Bad Friedrichshall og kommunerne Oedheim og Offenau
2. Bad Rappenau og kommunerne Kirchardt og Siegelsbach
3. Brackenheim og kommunen Cleebronn
4. Eppingen og kommunerne  Gemmingen og Ittlingen
5. Kommuneverwaltungsverband „Flein-Talheim“ med hjemsted i  Flein; Medlemskommuner: Kommunerne Flein og Talheim
6. Lauffen am Neckar og kommunerne  Neckarwestheim og Nordheim
7. Möckmühl og kommunerne  Jagsthausen og Roigheim samt byen  Widdern
8. Neckarsulm og kommunerne  Erlenbach og Untereisesheim
9. Neuenstadt am Kocher og kommunerne  Hardthausen am Kocher og Langenbrettach
10. Gemeindeverwaltungsverband „Oberes Zabergäu“ med sæde i  Güglingen; Medlemskommuner: Byen Güglingen og kommunerne  Pfaffenhofen og Zaberfeld
11. Obersulm med byen   Stadt Löwenstein
12. Gemeindeverwaltungsverband „Schozach-Bottwartal“ med sæde i  Ilsfeld; Medlemskommuner: Kommunerne Abstatt, Ilsfeld og Untergruppenbach og byen  Beilstein
13. Schwaigern og kommunen Massenbachhausen
14. Gemeindeverwaltungsverband „Raum Weinsberg“ med sæde i Weinsberg; Medlemskommuner: Byen Weinsberg og kommunen Eberstadt, Ellhofen og Lehrensteinsfeld